# Kerstin Wängnerud
Kerstin Margareta Wängnerud, född 2 mars 1936 i Borås, död 29 mars 2024 i Göteborg, var en svensk politiker (Folkpartiet).
Wängnerud, som var dotter till trädgårdsmästaren Carl-Oskar Sundin och blomsterhandlaren Märta Johansson, avlade studentexamen 1956 och folkskollärarexamen 1958. Hon var folkskollärare 1958–1964 och folkskollärare på deltid 1969–1976. Hon var kommunalråd med ansvar för utbildning, socialvård, fritid och kultur i Borås kommun 1977–1982, folkskollärare 1983 och länsbostadsdirektör från 1983. Hon var ledamot av kommunfullmäktige i Borås kommun 1971–1983 och av kommunstyrelsen där 1977–1983. Hon var styrelseledamot i Svenska kommunförbundet 1980–1983 samt suppleant i Folkpartiets partistyrelse 1978–1984 och ordinarie ledamot där 1984–1987.